# 祐瑪戰略
祐瑪戰略控股有限公司，簡稱祐瑪戰略控股或祐瑪戰略（英語：Yoma Strategic Holdings Limited，SGX：Z59），2006年由恒泽集团有限公司進行收購而成立。2006年8月24日於新加坡交易所以介紹形式主板上市，也就是由海景酒店有限公司更名而來。也是首家在新加坡上市的緬甸公司。現時由潘繼澤主理，梅爾文潘擔任首席執行官。
主要業務在中國內地，以及緬甸經營房地產、酒店、植物等行業。在緬甸經營代理肯德基、紐荷蘭農業機械。

## 連結
- YomaStrategic.com